# Hugo Colace
Hugo Roberto Colace (né le 6 janvier 1984 à Vicente López) est un footballeur professionnel argentin devenu entraîneur. Durant sa carrière, entre 2001 et 2020, il évolue au poste de milieu de terrain avant de devenir entraîneur.

## Biographie

### Carrière en club
Né à proximité de Buenos Aires, Hugo Colace rejoint le club de Clube de Regatas do Flamengo le 30 août 2007. Il joue son premier match sous les couleurs noires et rouges du club de Rio de Janeiro à la fin du mois de septembre contre l'Esporte Clube Juventude à Estádio Alfredo Jaconi. 
Il est recruté le 27 juin 2008 par le club anglais du Barnsley Football Club. Il marque 9 buts en deux saisons pour 108 matchs joués entre 2008 et 2011.
Seulement une année après son arrivée au club mexicain d'Estudiantes Tecos, il signe un contrat d'un an avec l'AJ Auxerre . Peu utilisé par Jean-Guy Wallemme, il résilie son contrat avec l'AJ Auxerre, le 13 novembre 2012 .

### Carrière internationale
Hugo Colace est sélectionné en équipe d'argentine de football des moins de 20 ans. Il participe avec elle à la phase finale des Championnats du monde junior en 2003 et termine à la quatrième place. Il est capitaine de l'équipe dans laquelle joue aussi Carlos Tévez, Javier Mascherano et Lionel Messi.

## Statistiques
| Saison      | Club                 | Pays       | Championnat      | Championnat | Championnat | Championnat  | Championnat  | Coupes | Coupes | Coupes |
| Saison      | Club                 | Pays       | Division         | Matchs      | Buts        | Cartons      | Cartons      | Matchs | Buts   |        |
| ----------- | -------------------- | ---------- | ---------------- | ----------- | ----------- | ------------ | ------------ | ------ | ------ | ------ |
| Saison      | Club                 | Pays       | Division         | Matchs      | Buts        | Carton jaune | Carton rouge | Matchs | Buts   |        |
| 2001 - 2002 | Argentinos Juniors   | Argentine  | Primera división | 8           | 0           | ?            | ?            | -      | -      |        |
| 2002 - 2003 | Argentinos Juniors   | Argentine  | Primera división | 17          | 0           | ?            | ?            | -      | -      |        |
| 2003 - 2004 | Argentinos Juniors   | Argentine  | Primera división | 7           | 0           | ?            | ?            | -      | -      |        |
| 2004 - 2005 | Argentinos Juniors   | Argentine  | Primera división | 4           | 0           | ?            | ?            | -      | -      |        |
| 2005 - 2006 | Newell's Old Boys    | Argentine  | Primera división | 19          | 1           | ?            | ?            | -      | -      |        |
| 2006 - 2007 | Newell's Old Boys    | Argentine  | Primera división | 13          | 0           | 3            | 1            | -      | -      |        |
| 2007 - 2008 | Estudiantes La Plata | Argentine  | Primera división | 5           | 0           | 0            | 0            | -      | -      |        |
| 2007 - 2008 | Flamengo             | Brésil     | Brasileirão      | 5           | 0           | 0            | 1            | -      | -      |        |
| 2008 - 2009 | Barnsley FC          | Angleterre | Championship     | 34          | 0           | 7            | 0            | 1      | 0      |        |
| 2009 - 2010 | Barnsley FC          | Angleterre | Championship     | 41          | 7           | 7            | 0            | 4      | 1      |        |
| 2010 - 2011 | Barnsley FC          | Angleterre | Championship     | 26          | 1           | 7            | 0            | 2      | 0      |        |
| 2011 - 2012 | Estudiantes Tecos    | Mexique    | Primera División | 21          | 1           | 8            | 0            | -      | -      |        |
| 2012 - 2013 | AJ Auxerre           | France     | Ligue 2          | 0           | 0           | 0            | 0            | -      | -      |        |

Statistiques mises à jour le 2 septembre 2012.